# 卵形栅蛛
卵形栅蛛（学名：Hahnia ovata）为栅蛛科栅蛛属的动物。在中国大陆，分布于浙江等地，常生活于草丛中石块下。该物种的模式产地在浙江。